# I Am the Night
I Am the Night treći je studijski album američkog heavy metal sastava Pantera. Panterina diskografska kuća Metal Magic Records objavila ga je 1985.

## O albumu
I Am the Night zadnji je Panterin album s pjevačem Terryjem Glazeom. Objavljen je 1985. na kaseti i gramofonskoj ploči, kao što je to bio slučaj s prvim dvama albumima, Metal Magic i Projects in the Jungle. I Am the Night žanrovski pripada glam/heavy metalu, stilu koji je grupa svirala pod utjecajem Kissa i Van Halena; skupina se objavom albuma Cowboys from Hell 1990. okrenula groove metalu kojim je stekla popularnost. Za pjesmu "Hot and Heavy" snimljen je i spot. 

## Popis pjesama
Tekstovi i glazba: Pantera. 
| 1.    | »Hot and Heavy«          | 4:06 |
| 2.    | »I Am the Night«         | 4:29 |
| 3.    | »Onward We Rock!«        | 3:58 |
| 4.    | »D*G*T*T*M«              | 1:45 |
| 5.    | »Daugthers of the Queen« | 4:18 |
| 6.    | »Down Below«             | 2:41 |
| 7.    | »Come-On Eyes«           | 4:15 |
| 8.    | »Right on the Edge«      | 4:06 |
| 9.    | »Valhalla«               | 4:05 |
| 10.   | »Forever Tonight«        | 4:10 |
| 37:53 |                          |      |

## Zasluge
Pantera
- Terrence Lee – vokal
- "Diamond" Darrell – gitara, vokal (pjesma 10.)
- Rex Rocker – bas-gitara
- Vinnie Paul – bubnjevi